# Wildemuis-achtbaan

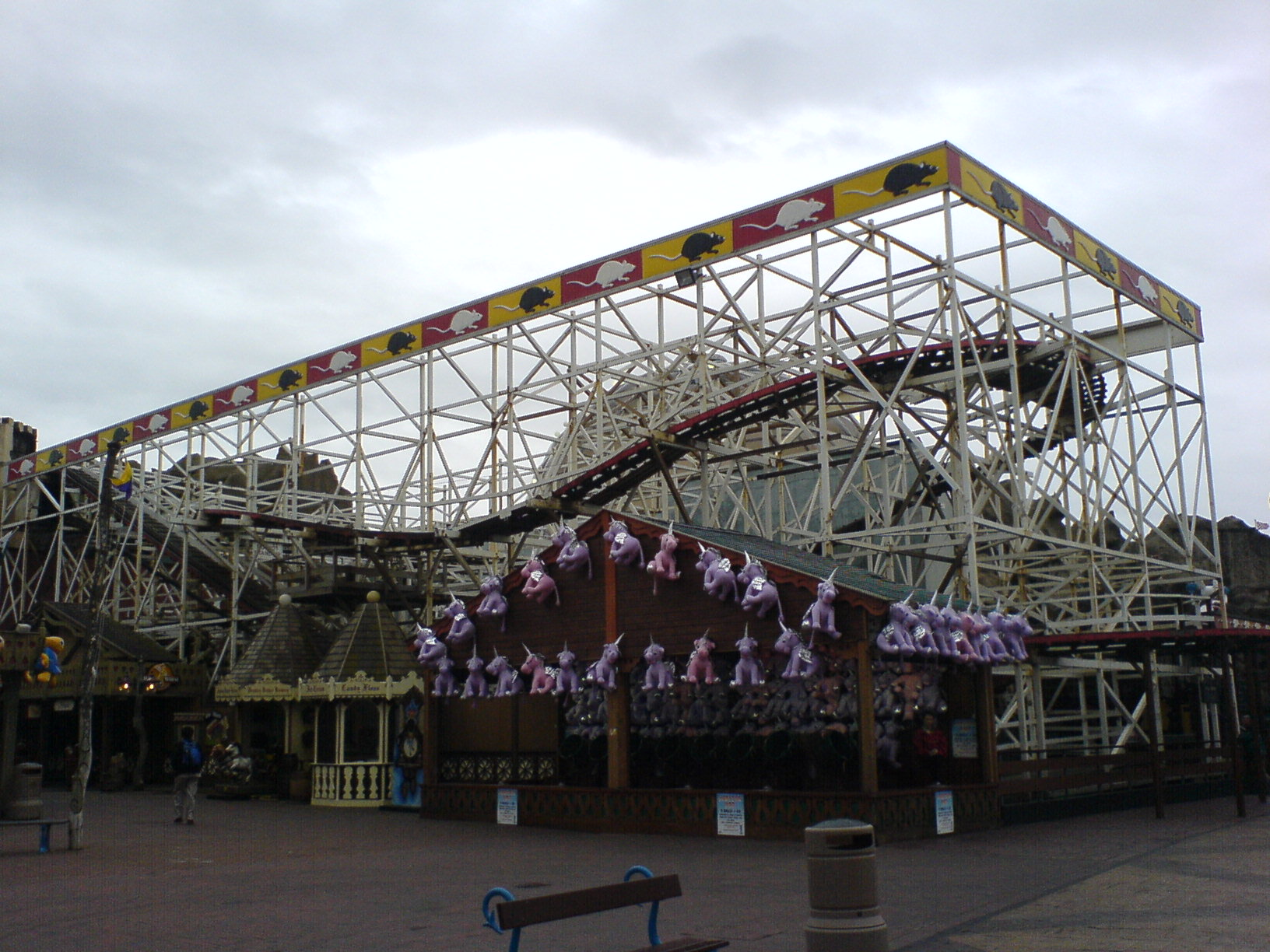
De voormalige houten wildemuis-achtbaan Wild Mouse in Pleasure Beach Blackpool

Een wildemuis-achtbaan (ook wel wildemuis) is een achtbaantype, dat op enkele punten afwijkt van de standaard-achtbanen.
Een wildemuis-achtbaan heeft treintjes die slechts uit één wagon bestaan en meestal een capaciteit van 4, 6 of 8 personen hebben. Het traject is vaak een stuk minder extreem; een wildemuis moet het vaak vooral hebben van het vele bochtenwerk, korte afdalingen en veel op-en-neerwerk.
De meeste wildemuis-achtbanen zijn van staal, er zijn nog maar drie wildemuis-achtbanen in de wereld die op een houten constructie rusten.
De achtbanen die men op de kermis tegenkomt, zijn meestal ook wildemuizen.

## Wildemuis-achtbanen inEuropese pretparken
- Speedy Bob in Bobbejaanland, België
- Flagermusen in Fårup Sommerland, Denemarken
- Tyfonen in Tivoli Friheden
- Vilde Mus in Bakken
- X-treme Racers in Legoland Billund
- Crazy Mine in Hansa-Park, Duitsland
- Das Große LEGO Rennen in Legoland Deutschland
- Ghost Chasers in Movie Park Germany
- Käpt'n Jack's Wilde Maus in Eifelpark
- Matterhorn Blitz in Europa-Park
- Wilde Maus in Taunus Wunderland
- Winja's Fear & Winja's Force in Phantasialand
- Neo's Twister in PowerLand, Finland
- Crazy Coaster in Jacquou Parc, Frankrijk
- Descente en Schlitt' in Nigloland
- Famous Jack in Bagatelle
- Jurassic Twister in Parc du Bocasse
- Mine de Thor in Walygator Sud-Ouest
- Souris Mécaniques in Le Jardin d'acclimatation
- Souris Verte in Parc Saint-Paul
- Speedy Nuts in Papéa Parc
- Tiger Express in la Mer de Sable
- Tornado in Parc Ange Michel
- Woodstock Express in Walibi Rhône-Alpes
- Gold Digger in Mirabilandia, Italië
- Kung Fu Panda Master in Gardaland
- Twister Mountain in Leolandia
- Wild Mine in Cavallino Matto
- Alien in Dalmaland, Kroatië
- Kopermijn in Drievliet, Nederland
- Ridderstrijd in Avonturenpark Hellendoorn
- Dizzy Mouse in Wurstelprater, Oostenrijk
- Insider
- Wilde Maus
- Viking Roller Coaster in Energylandia, Polen
- Tarantula in Parque de Atracciones de Madrid, Spanje
- Vértigo in Parque de Atracciones de Madrid
- Crazy Mouse op de Brighton Pier, Verenigd Koninkrijk
- Family Star in Great Yarmouth Pleasure Beach
- Marble Madness in Pleasurewood Hills
- Monkey Mayhem in West Midland Safari Park

- Rattlesnake in Chessington World of Adventures
- Rockin Roller in Botton's Pleasure Beach
- Wild Mouse in Pleasure Beach Blackpool
- Spinner in Skara Sommarland, Zweden
- Vilda musen in Gröna Lund